# Francesco Ferruccio
Francesco Ferruccio (sau Ferrucci) (n. 23 august 1489, Florența, Republica Florentină – d. 3 august 1530, San Marcello Pistoiese, Toscana, Italia) a fost un căpitan italian din Florența care a luptat în Războaiele Italiene.

## Biografie

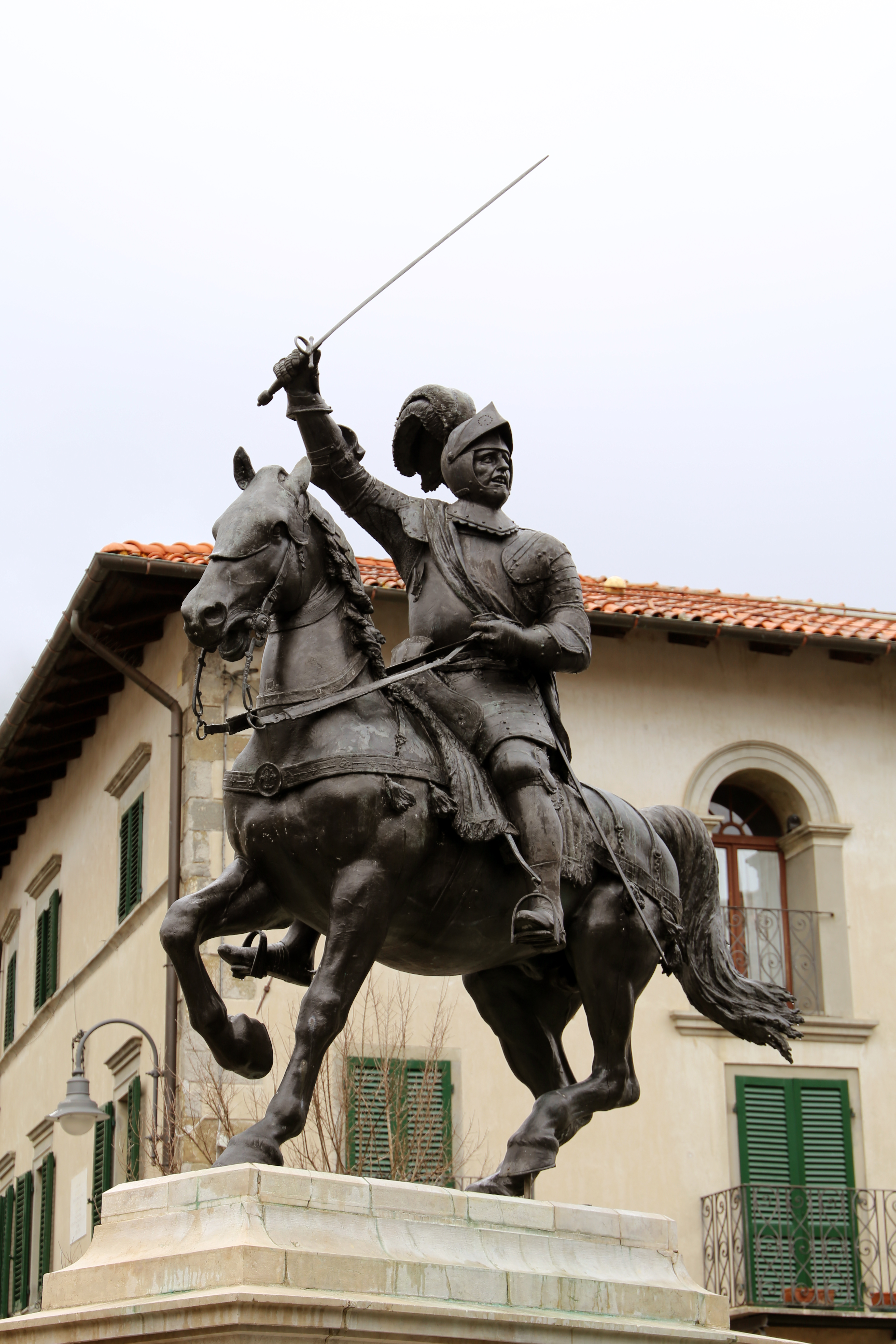
Monument ecvestru (1920) lui Ferruccio în Gavinana

După ce a petrecut câțiva ani ca ucenic de negustor, a început cariera de soldat la o vârstă fragedă sub conducerea lui Giovanni de' Medici, în Bandele Negre (Delle Bande Nere), fiind porecla lui Giovanni de' Medici, de la dungile negre de pe însemnele casei sale, în diverse teritorii ale Italiei, câștigându-și o reputație de luptător îndrăzneț și romantic. Când Papa Clement al VII-lea și împăratul Carol al V-lea au hotărât să redea puterea familiei Medici la Florența, în timpul Războiului Ligii de Cognac, aceștia au atacat Republica Florentină, iar Ferruccio a fost numit comisar militar florentin. El a dat dovadă de mare îndrăzneală și cu mult curaj a inițiat marșuri și atacuri bruște asupra imperialilor. 
La începutul anului 1530, Volterra renunțase la fidelitatea florentină și fusese ocupată de o garnizoană imperială, dar Ferruccio a surprins și a recucerit orașul. În timpul absenței sale, totuși, imperialii au capturat Empoli prin trădare, întrerupând astfel una dintre principalele căi de aprovizionare a Florenței. Ferruccio a propus guvernului Republicii să mărșăluiască asupra Romei și să-l terorizeze pe Papa pentru a face pace cu Florența în condiții favorabile. Deși comitetul de război l-a numit comisar general pentru operațiunile din afara orașului, i-au respins planul pentru ca era prea îndrăzneț. 
Ferruccio a decis apoi să încerce o diversiune atacând imperialii din spate și a pornit din Volterra spre Apenini. Dar la Pisa a fost bolnav timp de o lună cu febră, ceea ce a permis inamicului să se pregătească pentru atacul său. La sfârșitul lunii iulie, Ferruccio a părăsit Pisa în fruntea a 4.000 de oameni. Deși cei asediați din Florența, știind că o mare parte a imperialiștilor sub conducerea prințului de Orange Philibert de Châlon, au mers să-l întâmpine pe Ferruccio, doreau să lupte împreună cu acesta din urmă, au fost împiedicați de către propriul lor comandant perfid, Malatesta Baglioni. 
Rămas singur, Ferruccio a întâlnit o forță mult mai mare a inamicului pe 3 august la Gavinana. În bătălia disperată care a urmat, imperialii au fost la început alungați de atacul lui Ferruccio și însuși Prințul de Orange a fost ucis. Dar când 2.000 Întăririle Landsknecht sub conducerea lui Fabrizio Maramaldo au sosit, florentinii au fost aproape anihilați, iar Ferruccio a fost rănit și capturat. Maramaldo, l-a ucis pe Ferruccio cu propria sa mână: „Vile, tu uccidi un uomo morto!” („Lașule, omori un mort!”) au fost, potrivit relatărilor populare, ultimele cuvinte ale lui Ferruccio rostite către criminal. Această înfrângere a pecetluit soarta Republicii, iar nouă zile mai târziu Florența s-a predat. Fapta lui Maramaldo i-a câștigat o infamie nemuritoare, transformând chiar și propriul nume de familie într-un sinonim pentru „ticălos” în italiană, în timp ce verbul maramaldeggiare există ca bine-înțeles „a hărțui o victimă fără apărare”.